# Лос-Андес (город)
Лос-А́ндес (исп. Los Andes) — город в Чили, административный центр одноимённой коммуны. Население города — 55 127 человек (2002). Город и коммуна входит в состав провинции Лос-Андес области Вальпараисо.
Территория — 1248 км². Численность населения — 66 708 жителей (2017). Плотность населения — 53,5 чел./км².

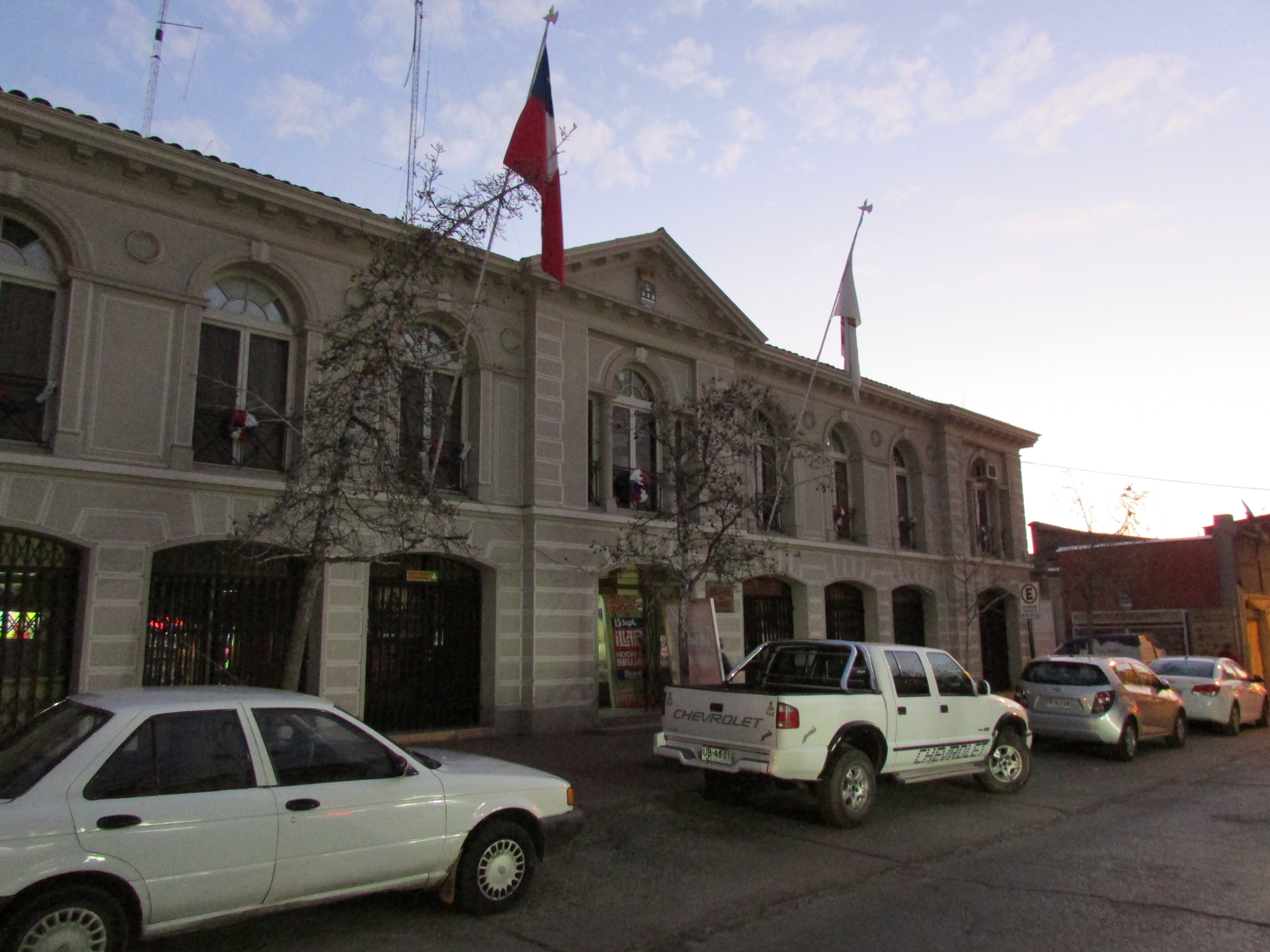
Муниципалитет Лос-Андес.

## Расположение
Город расположен в 100 км на восток от административного центра области города Вальпараисо.
Коммуна граничит:
- на севере — c коммуной Сан-Эстебан
- на востоке — с провинцией Мендоса (Аргентина)
- на юго-востоке — c коммуной Сан-Хосе-де-Майпо
- на юго-западе — c коммунами Калье-Ларга, Колина
- на западе — c коммуной Сан-Фелипе

## Демография
Согласно сведениям, собранным в ходе переписи 2017 г. Национальным институтом статистики (INE), население коммуны составляет:
| Полное население                          | Полное население                          | Полное население                          | Полное население                          | Полное население                          | 66 708 |
| ----------------------------------------- | ----------------------------------------- | ----------------------------------------- | ----------------------------------------- | ----------------------------------------- | ------ |
| в том числе:                              | Городское население                       | 61 017                                    | Процент городского населения, %           | 91,47                                     |        |
|                                           | Сельское население                        | 5 691                                     | Процент сельского населения, %            | 8,53                                      |        |
|                                           | Мужское население                         | 33 289                                    | Процент мужского населения, %             | 49,90                                     |        |
|                                           | Женское население                         | 33 419                                    | Процент женского населения, %             | 50,10                                     |        |
| Плотность населения, чел/км²              | Плотность населения, чел/км²              | Плотность населения, чел/км²              | Плотность населения, чел/км²              | Плотность населения, чел/км²              | 53,5   |
| Население коммуны в % к населению области | Население коммуны в % к населению области | Население коммуны в % к населению области | Население коммуны в % к населению области | Население коммуны в % к населению области | 3,67   |

| Динамика изменения населения коммуны | Динамика изменения населения коммуны | Динамика изменения населения коммуны | Динамика изменения населения коммуны |
| ------------------------------------ | ------------------------------------ | ------------------------------------ | ------------------------------------ |
| 1992                                 | 2002                                 | 2012                                 | 2017                                 |
| 49 747                               | 60 198▲                              | 63 055▲                              | 66 708▲                              |

## Важнейшие населенные пункты[5]
| №  | Населённый пункт    | Населённый пункт (исп.) | Категория | Население чел. (2002) | На карте                        |
| -- | ------------------- | ----------------------- | --------- | --------------------- | ------------------------------- |
| 1  | Лос-Андес           | Los Andes               | город     | 55127                 | 32°50′01″ ю. ш. 70°35′53″ з. д. |
| 2  | Эль-Саусе           | El Sauce                | поселок   | 841                   | 32°50′20″ ю. ш. 70°32′18″ з. д. |
| 3  | Лас-Вискачас        | Las Vizcachas           | поселок   | 763                   | 32°51′24″ ю. ш. 70°30′11″ з. д. |
| 4  | Лос-Либертадорес    | Los Libertadores        | поселок   | 599                   | 32°50′45″ ю. ш. 70°07′02″ з. д. |
| 5  | Рио-Бланко          | Río Blanco              | поселок   | 530                   | 32°54′34″ ю. ш. 70°18′09″ з. д. |
| 6  | Саладильо           | Saladillo               | поселок   | 315                   | 32°56′34″ ю. ш. 70°16′44″ з. д. |
| 7  | Сан-Рафаэль (часть) | San Rafael              | поселок   | 261                   | 32°49′50″ ю. ш. 70°37′56″ з. д. |
| 8  | Пласа-Вьеха         | Plaza Vieja             | поселок   | 247                   | 32°49′29″ ю. ш. 70°38′52″ з. д. |
| 9  | Риесильо            | Riecillo                | поселок   | 141                   | 32°55′17″ ю. ш. 70°21′24″ з. д. |
| 10 | Лос-Пеумос          | Los Peumos              | поселок   | 137                   | 32°51′42″ ю. ш. 70°25′39″ з. д. |
| 11 | Бай-Пасс            | By Pass                 | поселок   | 118                   |                                 |
| 12 | Вилья-Аконкагуа     | Villa Aconcagua         | поселок   | 113                   | 32°51′41″ ю. ш. 70°26′05″ з. д. |
| 13 | Бокатома            | Bocatoma                | поселок   | 103                   | 32°55′05″ ю. ш. 70°19′57″ з. д. |

## Транспорт
Лос-Андес — транспортный узел, через который с востока на запад проходит автомобильная дорога № 60, являющаяся участком Панамериканского шоссе. В предместьях города начинается автострада № 57 «Лос-Либертадорес», ведущая на юг, к чилийской столице Сантьяго. Здесь же находится терминал функционирующего участка узкоколейной Трансандинской железной дороги, в остальной своей части закрытой в 1984 году. По участку осуществляется движение от рудников CODELCO к чилийской сети железных дорог широкой колеи. На терминале руду переваливают из одних вагонов в другие.